# Pascal Langenhuijsen
Pascal Langenhuijsen (Rotterdam, 4 giugno 1971) è un ex calciatore ed ex giocatore di calcio a 5 olandese.

## Carriera
Utilizzato nel ruolo di giocatore di movimento, come massimo riconoscimento in carriera ha la partecipazione con la Nazionale di calcio a 5 dei Paesi Bassi a due edizioni del FIFA Futsal World Championship: nel 1996 in Spagna, e nel 2000 in Guatemala, e in entrambi i casi gli arancioni sono usciti al secondo turno fallendo l'approdo alle semifinali.
Langenhuijsen ha partecipato con i Paesi Bassi a due edizioni dei campionati continentali: nel 1999 in Spagna con il quarto posto finale dopo la finalina persa contro l'Italia; e nel 2001 in Russia dove i Paesi Bassi non superarono il primo turno.